# Tonijn (S805)

Le Hr.Ms. Tonijn (S805) est un ancien sous-marin de la marine royale néerlandaise de classe Polvis mis en service en 1966. Il a été construit au chantier naval Wilton-Fijenoord de Schiedam.  Retiré du service en 1991, il est devenu un navire musée du musée de la marine néerlandaise au Helder.

## Historique
Cette classe de sous-marins néerlandais a constitué le noyau du service sous-marin néerlandais entre 1960 et 1991.
L'ingénieur néerlandais M.F. Gunning a développé le principe des trois cylindres pour les moteurs de sous-marins; cette construction améliorait la stabilité et permettait une plongée plus profonde que les sous-marins comparables de l'époque. 
Tonijn  a effectué de nombreuses missions opérationnelles entre 1966 et 1991. Lors de la disparition du Walrus (S802) le 16 décembre 1968 au nord-ouest de l'Irlande, il fut l'un des sous-marins impliqués dans sa recherche. Il s'est avéré que Walrus n'était pas perdu mais avait perdu le contact radio en raison d'un dysfonctionnement.
Du 18 au 28 juillet 1976, Tonijn s'est rendu à Kiel pour participer à la Semaine de Kiel. Plus tard, cette année-là, il a visité Dublin du 11 au 14 septembre. En septembre 1979, après que des incendies se soient déclarés dans la salle des machines bâbord et la salle des machines tribord, l'USS Harlan County (LST-1196) a aidé à le remorquer jusqu'à Gibraltar. Le sous-marin était en grave difficulté car il souffrait également de l'épuisement de ses batteries au moment où les incendies se sont déclarés.
Le 16 octobre, un radoub du bateau a commencé dans une cale sèche à Rotterdam. Cela a duré jusqu'au 11 décembre 1979. En 1984, Tonijn a participé à un exercice à Zeebruges avec l'Hr.Ms. Van Speijk et la frégate belge Wielingen. Puis il a fait un voyage en Norvège en 1990 et plus tard cette année-là en Ecosse.

### Préservation
Le 10 janvier 1991, le sous-marin a été mis hors service. Tonijn est conservé comme navire musée au Musée de la marine néerlandaise à Den Helder et ouvert au public depuis l'été 1994.

## Galerie

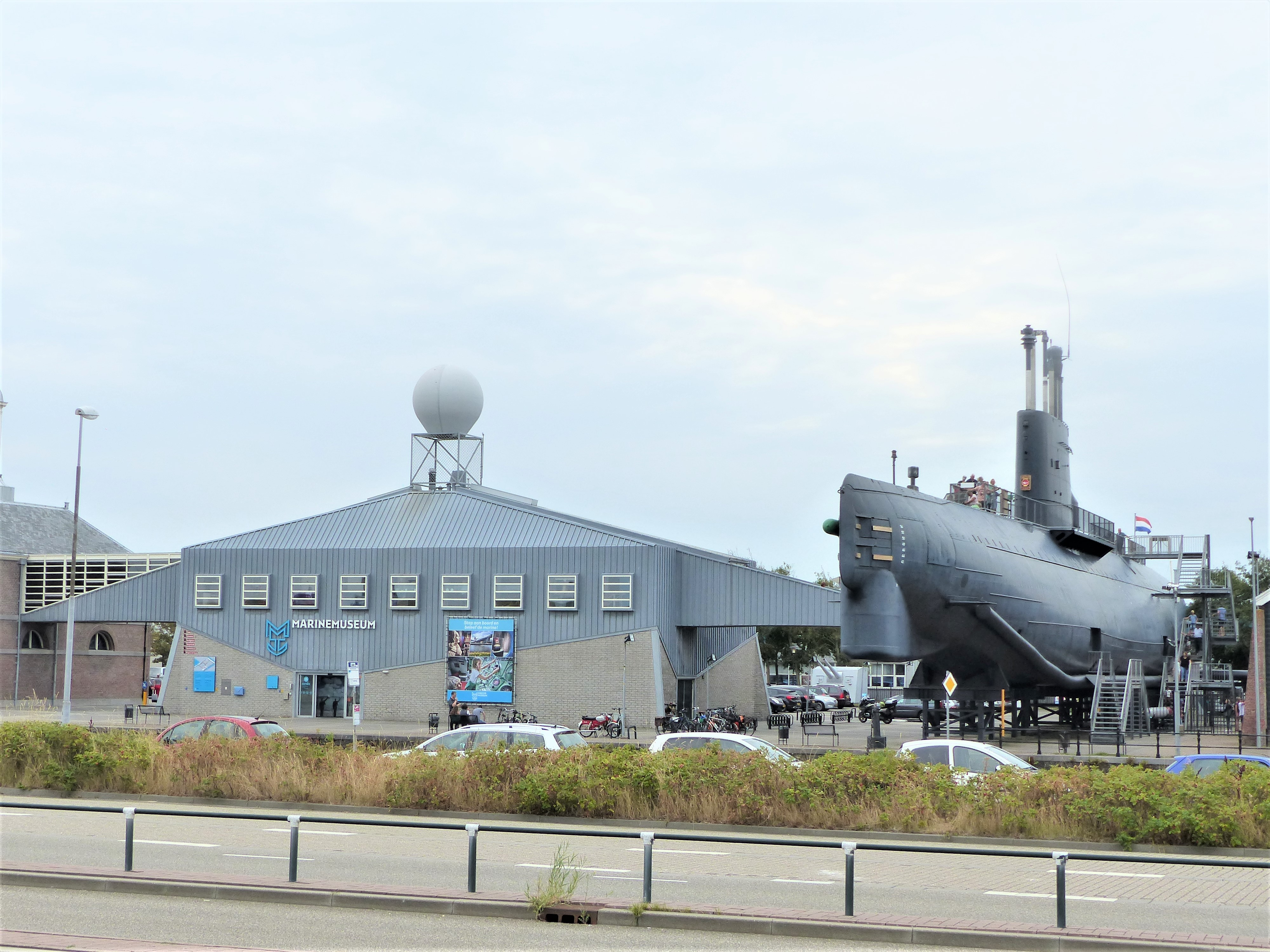
Marinemuseum (Tonijn à l'entrée)
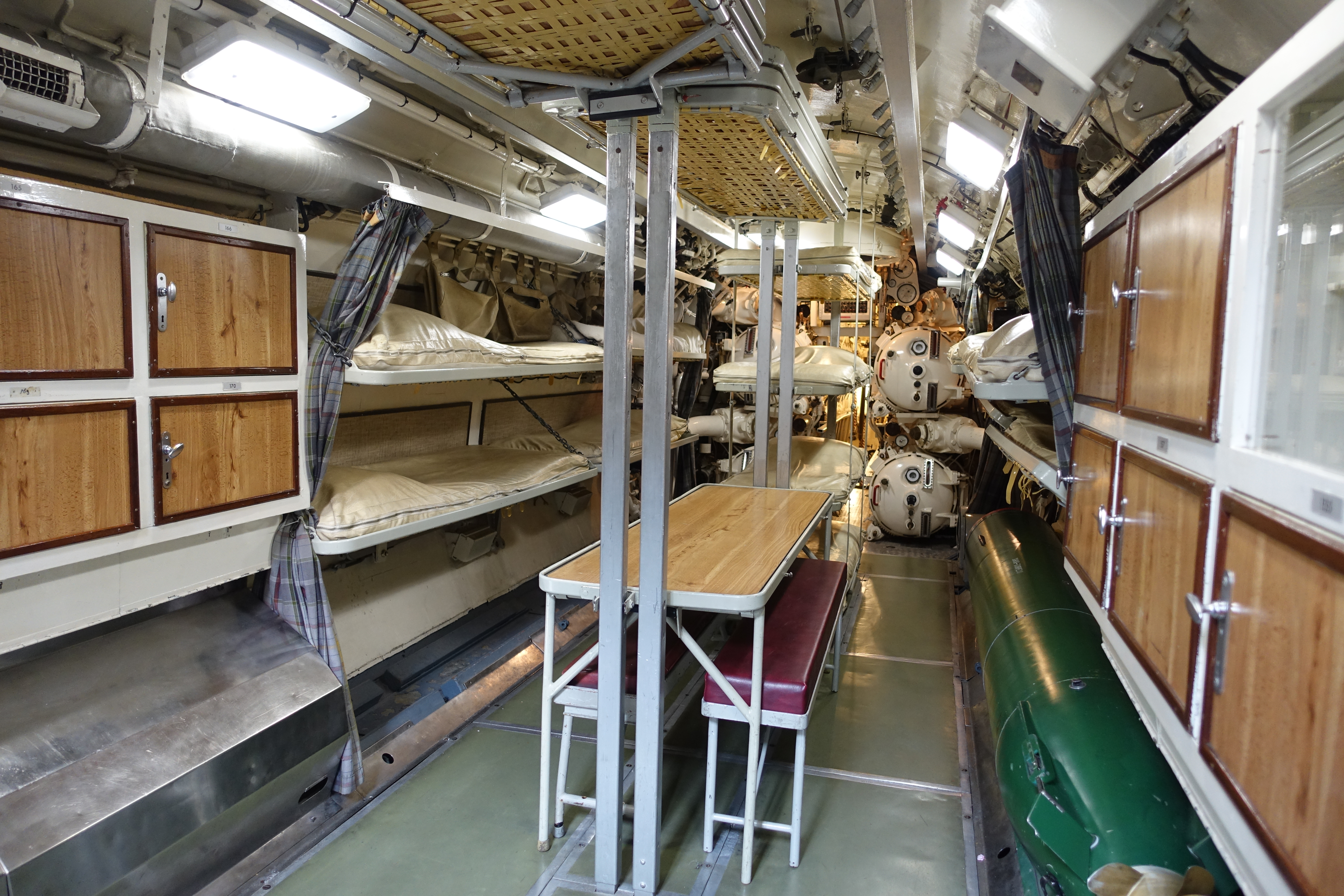
Intérieur du Tonijn
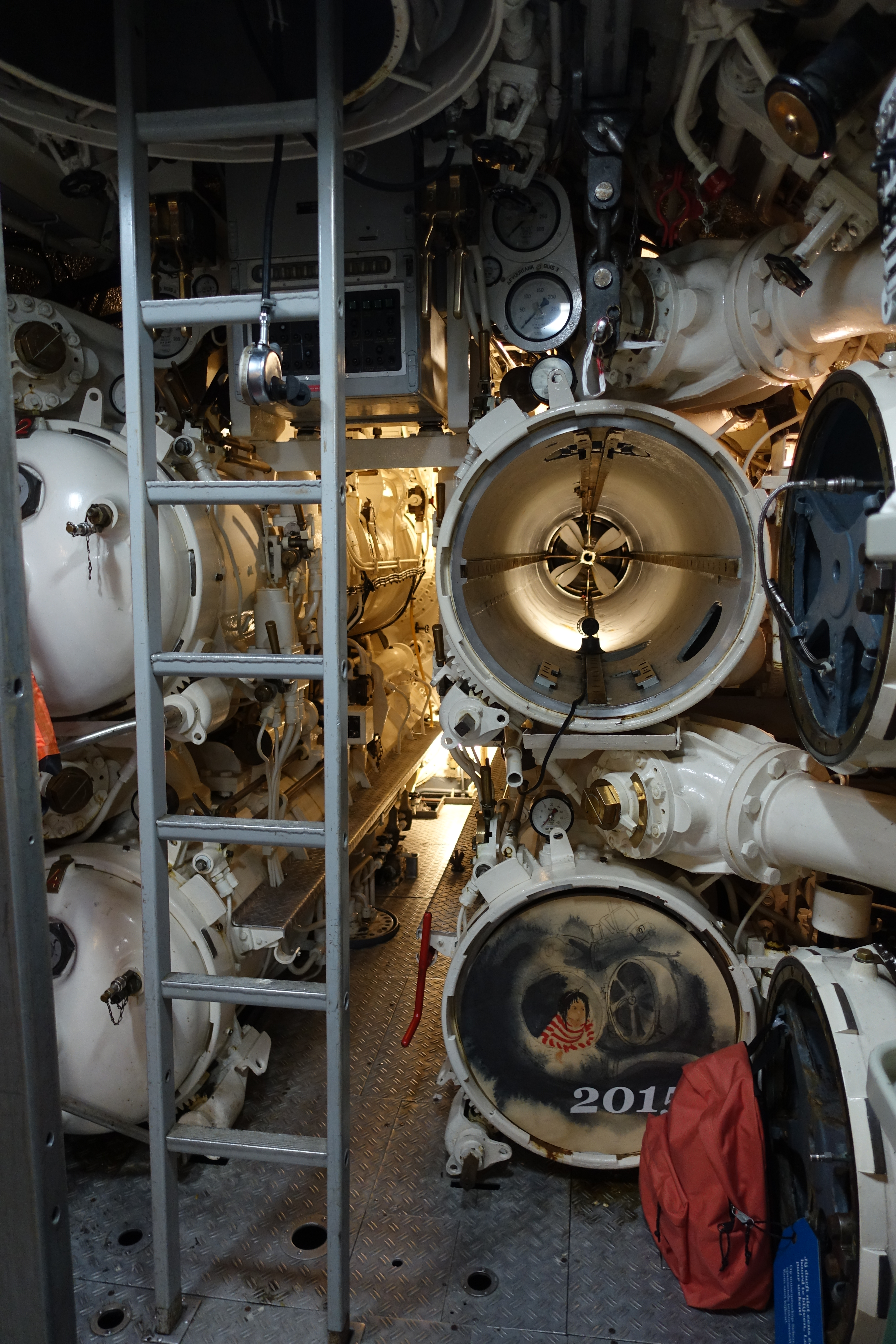
Tubeslance-torpilles